# Eddie Taylor (Billardspieler)
Eddie Taylor (* 1. Oktober 1918 im Anderson County, nahe dem heutigen Oak Ridge, Tennessee; † 5. September 2005 in Bossier City, Louisiana) war ein US-amerikanischer professioneller Poolbillardspieler.

## Profikarriere als „Road Player“
Taylor stammte aus der Nähe von Knoxville und begann als Kind mit Poolbillard. Nach eigener Aussage war er als 14-Jähriger jedoch ein wesentlich besserer Snookerspieler. Trotzdem machte er als Teenager erste professionelle Erfahrungen als Bank-Pool-Spieler, da in den 1930er und 40er mit dieser Poolbillardvariante in den Südstaaten am ehesten Geld zu verdienen war. Im Alter von 16 Jahren lernte Taylor vom befreundeten Spieler Earl Shriver die Grundlagen des One-Pocket-Billard, einer Disziplin, in der Taylor in späteren Jahren sehr erfolgreich werden würde, die aber zu dieser Zeit im Süden der USA nicht stark verbreitet war. Taylor nutzte jedoch in Knoxville die Chance, mit durchreisenden „One Pocket“-Spezialisten wie Hayden Lingo zu trainieren.
Als professioneller Spieler war er unter den Spitznamen „The Knoxville Bear“, wegen seines außergewöhnlich kraftvollen Anstosses, und als „Fast Eddie“ bekannt. Seinen Ruhm erarbeitete er sich in erster Linie als Road Player, d. h., er reiste, zeitweise zusammen mit befreundeten Spielern, von Stadt zu Stadt und konzentrierte sich auf privat organisierte Pool-Matches, bei denen um hohe Preisgelder gespielt wurde, die jeweils zwischen den Spielern ausgehandelt wurden.

## Turniere
Aufgrund vergleichsweise geringer Preisgelder verzichtete Taylor, ähnlich wie einige andere berühmte Spieler dieser Zeit, weitgehend auf Turnierteilnahmen. Bei seinen seltenen Turnierauftritten in den 60er Jahren konnte er jedoch einige Erfolge sammeln und wurde mehrmaliger Titelträger (sog. Weltmeister) bei den World All-Around Championships in Johnston City, Illinois, einem dreiwöchigen Vielseitigkeitswettbewerb mit separaten Vorrunden-Wettbewerben in den Pool-Disziplinen One Pocket, Nine Ball und Straight Pool und einer abschließenden Finalrunde der Vorrundengewinner um den Gesamtsieg. Während er 1963 und 1964 jeweils den „One Pocket“-Wettbewerb gewann, gelang ihm 1964 in einem umkämpften Finale auch der Gesamtsieg gegen den berühmten mehrmaligen Gesamtsieger Luther „Wimpy“ Lassiter. Neben den offiziellen Turnierpartien gehörten hochdotierte private Partien im „Hinterzimmer“ des Poolsalons der Gebrüder Jansco zu den Höhepunkten dieser Veranstaltungen, die von 1961 bis 1972 jährlich stattfanden. Im Jahr 1967 gelang Taylor der Sieg im One Pocket-Wettbewerb und in der Finalrunde bei den Stardust Open, einem weiteren All-Around-Turnier in Las Vegas, gegen Mike Eufemia und Danny Jones; im gleichen Jahr erreichte er den siebten Platz bei den „14 und 1 endlos“-Weltmeisterschaften in New York City mit einer Bilanz von 9 Siegen und 5 Niederlagen.

## Karriereausklang und Tod
In den 1970er Jahren zog sich Eddie Taylor allmählich aus dem professionellen Sport zurück, unter anderem wegen einer fortschreitenden Sehschwäche, die ihn zunehmend beim Spiel behinderte.
Noch heute wird er von vielen Profis für einen der besten One-Pocket- und Bank-Pool-Spielern aller Zeiten gehalten. Auch andere Varianten wie 9-Ball und „14 und 1 endlos“ beherrschte er überdurchschnittlich gut. Eine seiner Spezialitäten war außerdem das einhändige Spiel, eine Fähigkeit, die er regelmäßig bei Spielen um Geld gewinnbringend einsetzte.

Seit 1993 ist er Mitglied der Hall of Fame des Billiard Congress of America in der Kategorie Beste Spieler. Wenige Monate nach seiner Aufnahme in die One Pocket Hall of Fame, bei der Eddie Taylor den Zuschauern nochmals sein Können demonstrierte, starb er am 5. September 2005 im Alter von 86 Jahren in seinem Haus in Bossier City, Louisiana an den Folgen einer Krebserkrankung.